# Arrènes
Arrènes ist eine französische Gemeinde mit 205 Einwohnern (Stand 1. Januar 2022) im Département Creuse in der Region Nouvelle-Aquitaine. Sie gehört zum Kanton Le Grand-Bourg im Arrondissement Guéret.

## Geografie
Die Gemeinde Arrènes liegt im Nordwesten des Zentralmassivs an der Grenze zum Département Haute-Vienne, 23 Kilometer südwestlich von Guéret. Nachbargemeinden sind Marsac im Norden, Bénévent-l’Abbaye im Nordosten, Châtelus-le-Marcheix im Südosten, Saint-Goussaud im Süden, Laurière im Westen und Fursac im Nordwesten.

## Bevölkerungsentwicklung
| Jahr      | 1962 | 1968 | 1975 | 1982 | 1990 | 1999 | 2006 | 2019 |
| Einwohner | 406  | 450  | 360  | 286  | 269  | 244  | 222  | 212  |